# Reostat

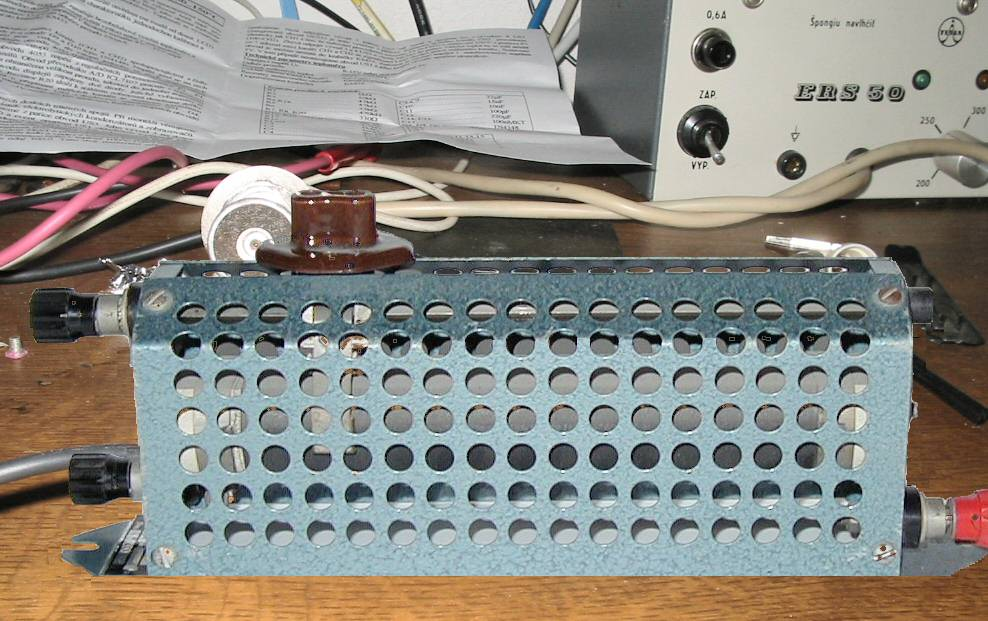
Laboratorní drátový reostat, zvaný v hantýrce šoupák

Reostat je nastavitelný nebo alespoň přepínatelný rezistor. Realizovaný bývá:
- nejčastěji jako sada rezistorů s mnohopolohovým přepínačem.
- posuvný rezistor, drátový odporník navinutý na izolačním tělese a s posuvným jezdcem.

Posuvné reostaty mohou mít pružinovou aretaci, například laboratorní: pro posunutí jezdce je pak třeba jeho držadlo pro uvolnění zamáčknout.

## Zapojení
Jde téměř vždy o dvousvorkové přípojení. Jedna svorka (konektor, kontakt) je připojena na začátek odporové dráhy, druhá je připojena k pohyblivému kontaktu. Konec odporové dráhy může být vyveden na samostatnou svorku, ale není to obvyklé. Třetí svorka je využita jako zemnicí (PE) a jejím účelem je ochrana obsluhy před nebezpečným dotykovým napětím. 
Využití třísvorkového reostatu jako napěťového děliče je vzhledem k velmi malému odporu krajně neobvyklé. 

## Etymologie
Jde o cizojazyčnou složeninu dvou slov. Část stat od slova statický, stálý, naznačuje, že účelem této elektrické součástky je jednorázové nastavení požadované hodnoty.
V laické veřejnosti se pojem objevuje v době mezi světovými válkami. Po II. světové válce se termín reostat používá obecně jako jakýkoli elektrický regulační prvek. S nástupem slaboproudé elektrotechniky v 60. letech se vrací k původnímu obsahu = ztrátová regulace silových proudů a ve slaboproudých obvodech se vžil pojem potenciometr. 

## Použití
Reostat v původním slova smyslu slouží ke ztrátové regulaci procházejícího proudu jeho přeměnou na teplo. Jeho odpor je obvykle v hodnotách desetin až malých desítek ohmů. Zpravidla je dimenzován na proudy v jednotkách až desítkách ampér (podle konstrukce) obvykle větších výkonů.
Reostat není určen k častým změnám nastavení. S ohledem na konstrukci (v podstatě se jedná o cívku ze silného odporového drátu) neumožňuje změnu o drobné přírůstky hodnoty.
Dnes se s ním setkáme jen v laboratořích nebo u historických strojů, protože jako regulátor byl z praktického nasazení téměř všude vytlačen polovodičovými prvky: Základní nevýhodou reostatů jako regulátorů je velký mařený výkon.
Typickým místem nasazení reostatu bylo nastavení budících i napájecích proudů stejnosměrných elektromotorů, dynam, alternátorů nebo jako zátěž pro měření napájecích zdrojů, zesilovačů apod. Klikou otočného reostatu byly například ovládány staré tramvaje.